# Ode to Billie Joe
Ode to Billie Joe släpptes på singel i juli 1967 av Bobbie Gentry. Den rankades som nummer 412 på tidskriften Rolling Stones lista "The 500 Greatest Songs of All Time". I en uppdaterad version återfanns låten på plats 419. Inspelningen ledde till åtta Grammynomineringar, vilket resulterade i tre vinster för Gentry och en för arrangören Jimmie Haskell. Låttexten utspelar sig i Mississippi, och handlar om en ung man vid namn Billie Joe McAllister, som begått suicid, efter att han och hans flickvän kastat något ospecificerat objekt i vattnet vid en bro benämnd Tallahatchie Bridge.
Sången spelades även in av Siw Malmkvist på svenska, då som "Jon Andreas visa", vilket utgavs på singel i oktober 1967. Sången har på nytt spelats in av Frida Hyvönen och förekommer i TV-programmet Sinding Sessions 2012.
Bob Dylans låt "Clothes Line Saga" som finns med på samlingsalbumet The Basement Tapes från 1975 är ett sorts parodiskt svar på denna låt, den ursprungliga titeln var "Answer to Ode".

## Listplaceringar
| Lista (1967)   | Position          |
| -------------- | ----------------- |
| Australien     | 4 (Go Set)        |
| Frankrike      | 12                |
| Irland         | 6                 |
| Kanada         | 1 (RPM)           |
| Nederländerna  | 11                |
| Nya Zeeland    | 3 (NZ Listner)    |
| Storbritannien | 13                |
| Sverige        | 15 (Kvällstoppen) |
| USA            | 1                 |
| Vallonien      | 35                |
| Västtyskland   | 23                |

### Fotnoter
1. ↑  https://www.rollingstone.com/music/music-lists/500-greatest-songs-of-all-time-151127/bobbie-gentry-ode-to-billie-joe-167689/
2. ↑  ”Grammy.com winners search”. https://www.grammy.com/grammys/awards/10th-annual-grammy-awards-1967. Läst 5 november 2008.
3. ↑  ”Jon Andreas visa”. Svensk mediedatabas. oktober 1967. http://smdb.kb.se/catalog/id/001441626. Läst 17 april 2012.
4. ↑  http://www.rebeatmag.com/an-ode-to-bobbie-gentry-at-70/
5. ↑  ”Listplacering”. https://gosetcharts.com/1967/19671004.html. Läst 31 maj 2021.
6. ↑  ”Listplacering”. http://suomenlistalevyt.blogspot.com/2015/08/bat-bif.html. Läst 31 maj 2021.
7. ↑  ”Listplacering”. http://irishcharts.ie/search/placement?page=1&search_type=title&placement=Ode+To+Billy+Joe. Läst 31 maj 2021.
8. ↑  ”Listplacering”. https://www.bac-lac.gc.ca/eng/discover/films-videos-sound-recordings/rpm/Pages/image.aspx?Image=nlc008388.10095&URLjpg=http%3a%2f%2fwww.collectionscanada.gc.ca%2fobj%2f028020%2ff4%2fnlc008388.10095.gif&Ecopy=nlc008388.10095. Läst 31 maj 2021.
9. ↑  ”Listplacering”. https://dutchcharts.nl/showitem.asp?interpret=Bobbie+Gentry&titel=Ode+To+Billie+Joe&cat=s. Läst 17 januari 2021.
10. ↑  ”Listplacering”. Arkiverad från originalet den 13 augusti 2016. https://web.archive.org/web/20160813001045/http://www.flavourofnz.co.nz/index.php?qpageID=search%20listener&qartistid=653#n_view_location. Läst 31 maj 2021.
11. ↑  ”Bobbie Gentry Chart History” (på engelska). The Official UK Charts Company. https://www.officialcharts.com/artist/11/bobbie-gentry/. Läst 31 maj 2021.
12. ↑  Hallberg, Eric (1993). Kvällstoppen i P3 (1:a uppl.). ISBN 91-630-2140-4
13. ↑  ”Listplacering”. https://www.billboard.com/music/Bobbie-Gentry/chart-history/HSI. Läst 17 januari 2021.
14. ↑  ”Listplacering”. https://www.ultratop.be/fr/song/464b/Bobbie-Gentry-Ode-To-Billie-Joe. Läst 31 maj 2021.
15. ↑  ”Listplacering”. http://www.charts-surfer.de/. Läst 17 januari 2021.